# Második élet (teleregény)
A Második élet (eredeti cím: El Cuerpo del deseo) 2005 és 2006 között vetített amerikai telenovella, amelyet a David Posada, Danny Gavidia és Jaime Segura rendezett. A főbb szerepekben Mario Cimarro, Lorena Rojas, Martín Karpan, Vanessa Villela és Erick Elías.
Amerikában 2005. július 18-án a Telemundo, Magyarországon 2010. április 12-én a FEM3 mutatta be.

## Történet
A sorozat Pedro José Donoso igaz történetéről szól, a dúsgazdag mágnásról, aki 67 év kemény munkája után újra megtalálja az igaz szerelmet, a gyönyörű Isabel Arroyo személyében. A fiatal Isabel azonban mesterien titkolja a valódi szándékait, de látszólag tiszta szívből szereti Pedrot. Ángela, Pedro lánya - aki egyidős Isabellel - komoly kételyeket érez Isabellel kapcsolatban, és árgus szemekkel figyeli az új mostohaanyja minden mozdulatát. Amikor pedig Pedroval hirtelen szívroham végez, a lelke egy ifjú férfi testében éled újjá, és visszatér, hogy visszaszerezze, ami valójában az övé. A Második élet, szerelemmel, vágyakkal, cselszövéssel és ármánnyal mélyen átitatott sorozat, amelyet leginkább a túlfűtött romantika és a torokszorító csalódás szívbemarkoló kettőssége jellemez!

## A sorozat vége
Salvador a titkos ajtón keresztül bemegy zongorázni a dolgozószobába, és ugyanazt játssza mint Pedro. Andrés megőrül, mert azt hiszi, Pedro lelke kísért a házban. Isabele megöli őt, majd hozzámegy Salvadorhoz. Később Isabel rájön, hogy Salvador valójában a volt férje, aki bosszút akar rajta állni, mert azt hiszi, hogy megmérgezték. Isabel elmondja, hogy igazából sohasem adta neki be a mérget. Kibékülnek, és megszöknek, mivel Andrés meggyilkolása miatt üldözi őket a rendőrség, így ők a közös halált választják. Isabel vezeti az autót, és belehajt a tengerbe. Pedro lelke elhagyja Salvador testét, Isabel pedig meghal. Ugyanekkor megszületik Ángela és Antonio közös gyereke. Végül visszaviszik Salvadort a fiához és a feleségéhez.

## Szereplők

### Főszereplők
| Karakter                             | Színész             | Magyar hang       | Megjegyzés                                                                                              |
| ------------------------------------ | ------------------- | ----------------- | --- |
| Don Pedro José Donoso                | Andrés García       | Fülöp Zsigmond    | Ő Ángela apja és Isabel férje.Természetes halált hal, habár Isabel, aki a felesége meg akarta mérgezni. |
| Salvador Cerinza / Pedro José Donoso | Mario Cimarro       | Haás Vander Péter | Szegény földműves. Benne éled újjá Pedro lelke.                                                         |
| Isabel Arroyo                        | Lorena Rojas        | Pikali Gerda      | Ő Pedro felesége, és a ház tulaja. Ángela riválisa.                                                     |
| Andrés Corona                        | Martín Karpan       | Crespo Rodrigo    | Ő Isabel szeretője, majd a második férje. Később Isabel megöli.                                         |
| Ángela Donoso                        | Vanessa Villela     | Mezei Kitty       | Ő Pedro lánya. Antonio szerelme.                                                                        |
| Abigail Domínguez                    | Anna Silvetti       | Andresz Kati      | Ő Antonio és Simón anyja. Ő a házvezetőnő.                                                              |
| Antonio Domínguez                    | Erick Elías         | Csőre Gábor       | Abigail idősebb fia. Simón testvére. Ángela szerelme.                                                   |
| Simón Domínguez                      | Pablo Azar          | Bartucz Attila    | Abigail kisebb fia. Antonio testvére. Szerelmes Valeriába.                                              |
| Walter Franco                        | Roberto Moll        | Imre István       | Ő a ház inasa. Rebecával szövetkezik a kincs megtalálásához.                                            |
| Gaetana Charry                       | Jeannette Lehr      | Pálos Zsuzsa      | Ő egy jósnő, aki segít Don Pedronak/Salvadornak.                                                        |
| Rebecca Macedo                       | Martha Picanes      | Incze Ildikó      | Ő Isabel és Valeria nénikéje. Fülig szerelmes Salvadorba.                                               |
| Valeria Guzmán                       | Diana Osorio        | Bánfalvi Eszter   | Ő Isabel unokatestvére. Simón szerelme.                                                                 |
| Cantalicia Muñeton                   | Rosalinda Rodríguez | Oláh Orsolya      | Ő Salvador előző életének a felesége. Van egy közös fiúk.                                               |

### Vendég- és mellékszereplők
- Alcira Gil ... Doña Lilia
- Alvaro Ruíz ... Ronderos - Lawyer
- Antonio Miguel Suárez - Tomasa férje, Clara édesapja
- Anthony Álvarez ... Ramón
- Arianna Coltellacci ... Consuelo Guerrero - Egy ideig Simón barátnője
- Carmen Olivares ... Fatima
- Claudio Giudice ... Livorio Sierra
- Eduardo Serrano ... Felipe Madero - Festő, Cantalicia barátja, Jacobo atya nagybátyja
- Emanuel Castillo ... Salvador Alonso 'Moncho' Cerinza - Cantalicia és Salvador fia
- Ernesto Molina - Orvos
- Esteban Villareal
- Evelin Santos ... Magnolia
- Felipe Santos
- Félix Loreto ... Dr. Duarte - Orvos, Pedro José barátja
- Fidel Pérez Michel ... Dr. Alejandro Robledo - Orvos
- Gabriel Morales ... Tommy - Clara fia
- Gabriel Traversari ... Dr. Valencia - Orvos
- Geraldo Ramírez
- Giovanni González
- Gonzalo Madurga ... Carlos Alfonso de la Onda - Ügyvéd, korábban Pedro José barátja
- Ilse Pappe ... Indira Fernández - Andrés szeretője
- Iván Hernández ... Polonio
- Johnny Acero ... Jaime - Rendőr
- Johnny Nessy ... El Lobo
- Jorge Hernández ... Evaristo
- Juan Rodríguez
- Juan Troya ... Nevelio Arturo Ramírez
- Julieta García ... Clara - Tomasa lánya, Tommy édesanyja
- Julio Enrique Arredondo
- Lidia Montes ... Tomasa - Clara édesanyja
- Lis Coleandro ... Nina Macedo de Arroyo - Isabel édesanyja, Valeria nagynénje, Rebecca testvére
- Manolo Coego ... Dr. Duarte 2. - Orvos, Pedro José barátja
- Marcela Serna ... Nora - Cseléd a Donoso-házban
- Marela Mata ... Juanita - Cseléd a Donoso-házban
- Michelle Jones ... Paola Jiménez
- Raúl Izaguirre ... Garcés
- Riczabeth Sobalvarro ... Chulita - Felipe modellje
- Rubén Camelo ... Jacobo - Pap
- Rubén Dario Gómez ... Fermin
- Sabrina Olmedo ... Matilda Serrano
- Silvestre Ramos ... Camilo - Gaetana alkalmazottja
- Sonia Noemí ... Pilar - Rebecca barátnője
- Steve Roth ... Ibáñez - Andrés ügyvédje
- Vicente Passariello - Rendőr
- Víctor Corona - Rendőr
- Vivian Ruiz ... Guadalupe - Gaetana barátnője
- Xavier Coronel ... Rodrigo Domínguez - Antonio és Simón édesapja

## Fordítás
- Ez a szócikk részben vagy egészben  az   El Cuerpo del Deseo című angol Wikipédia-szócikk fordításán alapul.  Az eredeti cikk szerkesztőit annak laptörténete sorolja fel. Ez a jelzés csupán a megfogalmazás eredetét és a szerzői jogokat jelzi, nem szolgál a cikkben szereplő információk forrásmegjelöléseként.